# シカゴ言語学会
シカゴ言語学会（しかごげんごがっかい、英：Chicago Linguistic Society）は、シカゴ大学で年一回行われている学生が主催の言語学の集会。